# Локальная шина
Локальная шина — компьютерная шина, которая подключает слот(ы) расширения прямо или почти прямо к центральному процессору. Полезность такого прямого подключения заключается в том, что оно устраняет узкое место, созданное шиной расширения. Это позволяет ускорить работу с избранными системными устройствами, которые наиболее к этому критичны, например с графической картой, оперативной памятью и/или дисковым контроллером. В силу различий в устройстве процессоров, локальные шины, почти всегда, не универсальны.
Известным примером локальной шины, специфичным для платформы IBM PC является VESA Local Bus (VL-Bus), впервые предложенная инженером и предпринимателем Dado Banatao[en].
Первые реализации 8- и 16-разрядной версий шины ISA имели архитектуру локальной шины, так как работали на частоте процессора и были подключены прямо к нему. Более поздние реализации ISA работали уже в режиме шины расширения.
До IBM PC такой подход также многократно использовался, в частности локальными шинами можно было считать первые реализации VMEbus, эволюционировавшей из локальной шины в шину расширения и Multibus iLBX.
Несмотря на то, что, впоследствии, VL-Bus была заменена шиной AGP, AGP было бы некорректно считать локальной шиной, т.к. она изначально была спроектирована иным образом.